# Borgerhout
Borgerhout är en ort i Belgien.   Den ligger i provinsen Antwerpen och regionen Flandern, i den centrala delen av landet, 40 km norr om huvudstaden Bryssel. Borgerhout ligger 7 meter över havet och antalet invånare är 43 347.
Terrängen runt Borgerhout är mycket platt. Runt Borgerhout är det mycket tätbefolkat, med 1 632 invånare per kvadratkilometer.. Närmaste större samhälle är Antwerpen, 2,5 km nordväst om Borgerhout. 
Runt Borgerhout är det i huvudsak tätbebyggt.